# 島根県道298号跡市川平停車場線
島根県道298号跡市川平停車場線（しまねけんどう298ごう あといちかわひらていしゃじょうせん）は、島根県江津市を通る一般県道である。

## 概要
江津市跡市町から江津市川平町南川上に至る。

### 路線データ
- 起点：江津市跡市町（島根県道297号皆井田江津線交点）
- 終点：江津市川平町南川上（旧JR西日本三江線 川平駅付近、広島県道・島根県道112号三次江津線上、島根県道221号川平停車場線終点）

## 歴史
- 1959年（昭和34年）8月7日 - 島根県告示第626号により認定される。
- 1972年（昭和47年）頃 - 現行の県道番号に変更される。

## 路線状況

### 重複区間
- 広島県道・島根県道112号三次江津線（江津市川平町南川上）

## 地理

### 通過する自治体
- 江津市

### 交差する道路
| 交差する道路                                                             | 交差する場所 | 交差する場所 |
| ------------------------------------------------------------------------ | ------------ | ------------ |
| 島根県道297号皆井田江津線                                                | 跡市町       | 起点         |
| 広島県道・島根県道112号三次江津線 重複区間起点                           | 川平町南川上 |              |
| 広島県道・島根県道112号三次江津線 重複区間起点 島根県道221号川平停車場線 | 川平町南川上 | 終点         |

### 沿線
- 江津川平郵便局
- 旧JR西日本三江線 川平駅跡地
- 江の川